# Anthony Lucas
Anthony Lucas (* 27. Februar 1965 in Brisbane) ist ein australischer Regisseur, Animator und Filmproduzent für Animationsfilme. Bei der Oscarverleihung 2006 wurde er für den Animationsfilm The Mysterious Geographic Explorations of Jasper Morello für den Oscar in der Kategorie Bester animierter Kurzfilm nominiert.

## Leben
1987 war er erstmals als Animator und Produzent für den sechsminütigen Kurzfilm And the Lighthouse Made Three tätig. In den folgenden Jahren erschienen Animationsfilme wie Slim Pickings und Holding Your Breath. 2006 wurde er für den Animationsfilm The Mysterious Geographic Explorations of Jasper Morello für den Oscar in der Kategorie Bester animierter Kurzfilm nominiert. 2013 produzierte er die Sequenz Damaged Goods des australischen Spielfilms The Turning.
Er besitzt das Filmunternehmen Spindly Figures, mit dem er überwiegenden Teil seiner Filme produziert. Neben Filmen hat er auch Werbespots, beispielsweise für Smarties, produziert.

## Filmografie
- 1987: And the Lighthouse Made Three
- 1999: Slim Pickings
- 2002: Holding Your Breath
- 2005: The Mysterious Geographic Explorations of Jasper Morello
- 2008: My Rabit Hoppy
- 2013: The Turning (Kurzgeschichte „Damaged Goods“)